# チチブ電機

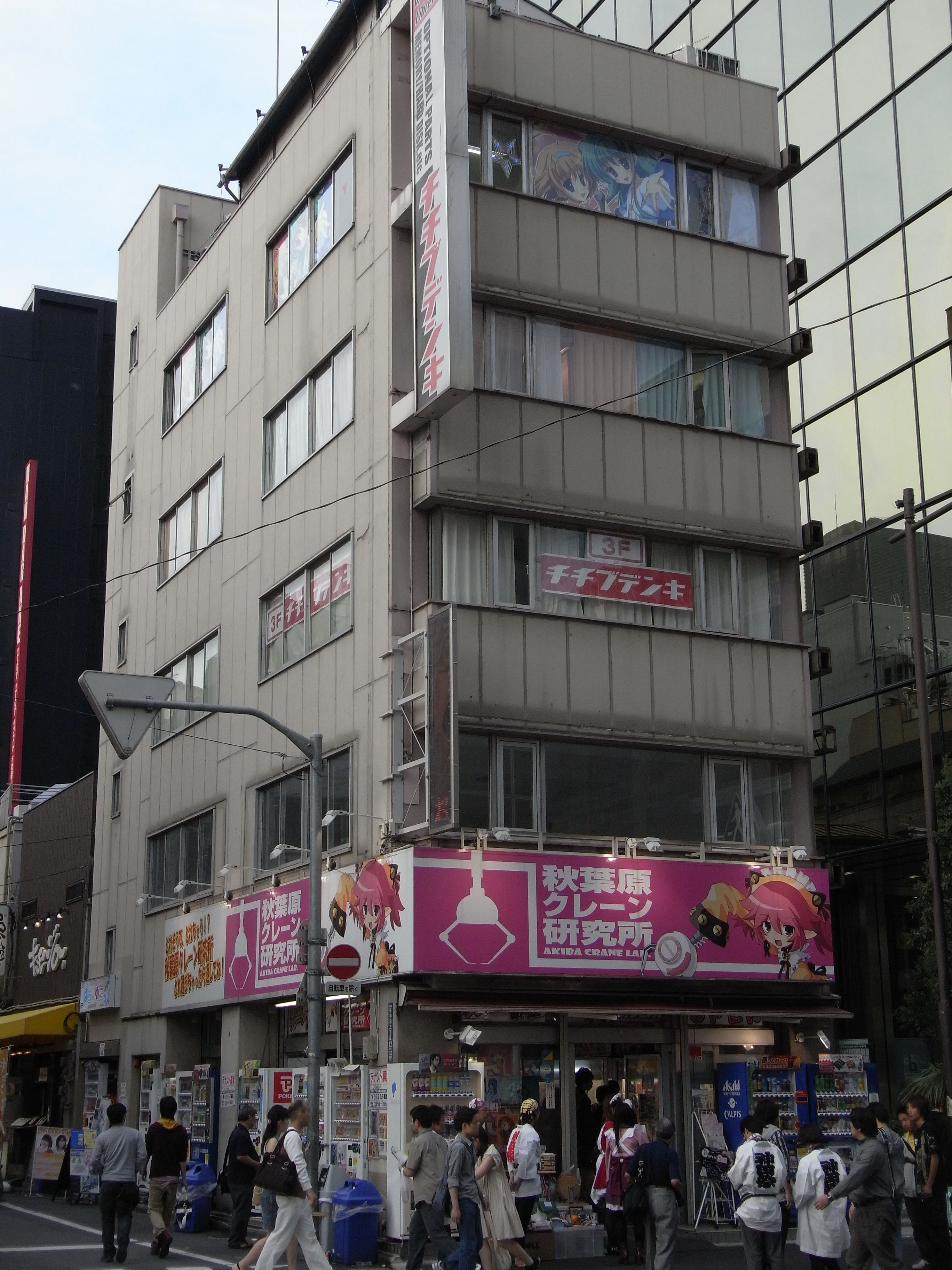
チチブ電機ビル（2010年。店舗は3階）

チチブ電機株式会社（チチブでんき）は秋葉原に店舗を構えていた電器店。「チチブデンキ」の店名で営業していた。

## 概要
戦前に本所区（現在の墨田区）に秩父電業社として創業し、1950年に秋葉原に移転して商号を変更。1960年代から一般家電の取り扱いを開始。1970年代中期頃から東芝の特約店となり、同社製のパソコンの部品を中心に取り扱うようになった。2009年3月23日に店舗を1階部分から3階部分に移転した。店先の自動販売機では「おでん缶」を販売しており、秋葉原名物とされるようになってからは「おでん缶の聖地」とも呼ばれた。
2015年5月20日を以て店舗の営業を終了。閉店後は事務所を世田谷区に移転し、通信販売のみ営業するとしている。